# Unkind Ladies
Chakhaji anh-eun yeojadeul (hangeul : 착하지 않은 여자들 ; titre international : Unkind Ladies) est une série télévisée sud-coréenne diffusée du 25 février au 14 mai 2015 sur KBS2 avec Kim Hye-ja, Chae Shi-ra, Do Ji-won et Lee Ha-na,.

## Distribution

### Acteurs principaux
- Kim Hye-ja : Kang Soon-ok
- Chae Shi-ra : Kim Hyun-sook
- Do Ji-won : Kim Hyun-jung
- Lee Ha-na : Jung Ma-ri

### Acteurs secondaires
- Chang Mi-hee : Jang Mo-ran
- Lee Soon-jae : Kim Chul-hee (nom d'emprunt en vertu de l'amnésie Yang Mi-nam)
- Song Jae-rim : Lee Roo-oh
- Kim Ji-seok : Lee Doo-jin
- Lee Mi-do : Park Eun-shil
- Park Hyuk-kwon : Jung Goo-min
- Seo Yi-sook : Na Hyun-ae
- Kim Hye-eun : Ahn Jong-mi
- Son Chang-min : Lee Moon-hak
- Choi Jung-woo : Han Choong-gil
- Jung Ji-soon : Sun Dong-tae
- Chae Sang-woo : Gook Young-soo
- Ji Yi-soo : Jae-kyung

## Diffusion
- KBS2 (2015)

## Réception
| Nombre d'épisodes | Date de diffusion | Part d'audience moyenne | Part d'audience moyenne     | Part d'audience moyenne | Part d'audience moyenne     |
| Nombre d'épisodes | Date de diffusion | TNmS Ratings            | TNmS Ratings                | AGB Nielsen             | AGB Nielsen                 |
| Nombre d'épisodes | Date de diffusion | Tout le pays            | Région de la capitale Séoul | Tout le pays            | Région de la capitale Séoul |
| ----------------- | ----------------- | ----------------------- | --------------------------- | ----------------------- | --------------------------- |
| 1                 | 25 février 2015   | 8.8%                    | 10.3%                       | 9.1%                    | 9.4%                        |
| 2                 | 26 février 2015   | 8,9 %                   | 10,4 %                      | 9,8 %                   | 10,2 %                      |
| 3                 | 4 mars 2015       | 10,1 %                  | 13.0%                       | 11,8 %                  | 12,2 %                      |
| 4                 | 5 mars 2015       | 9,5 %                   | 12,8 %                      | 11,5 %                  | 12,7 %                      |
| 5                 | 11 mars 2015      | 9,1 %                   | 11,8 %                      | 12,0 %                  | 13,1 %                      |
| 6                 | 12 mars 2015      | 9,5 %                   | 11,9 %                      | 12,2 %                  | 13,3 %                      |
| 7                 | 18 mars 2015      | 9,6 %                   | 12,2 %                      | 12,1 %                  | 12,4 %                      |
| 8                 | 19 mars 2015      | 9,5 %                   | 12,5 %                      | 13.7%                   | 14,7 %                      |
| 9                 | 25 mars 2015      | 9,8 %                   | 11,3 %                      | 12,8 %                  | 13,9 %                      |
| 10                | 26 mars 2015      | 10,3 %                  | 11,7 %                      | 12,9 %                  | 13,8 %                      |
| 11                | 1er avril 2015    | 9,9 %                   | 12,0 %                      | 11,9 %                  | 12,1 %                      |
| 12                | 2 avril 2015      | 10.6%                   | 12,3 %                      | 13.7%                   | 15.1%                       |
| 13                | 8 avril 2015      | 10,5 %                  | 11,9 %                      | 13,6 %                  | 14,0 %                      |
| 14                | 9 avril 2015      | 10,4 %                  | 12,4 %                      | 12,7 %                  | 13,4 %                      |
| 15                | 15 avril 2015     | 10,0 %                  | 11,5 %                      | 12,1 %                  | 12,3 %                      |
| 16                | 16 avril 2015     | 9,4 %                   | 11,5 %                      | 12,2 %                  | 12,8 %                      |
| 17                | 22 avril 2015     | 9,8 %                   | 10,9 %                      | 12,1 %                  | 12,7 %                      |
| 18                | 23 avril 2015     | 8,8 %                   | 9.8%                        | 12,4 %                  | 13,9 %                      |
| 19                | 29 avril 2015     | 8.5%                    | 9,9 %                       | 11,4 %                  | 11,8 %                      |
| 20                | 30 avril 2015     | 9,7 %                   | 10,9 %                      | 11,2 %                  | 11,8 %                      |
| 21                | 6 mai 2015        | 9,8 %                   | 11,5 %                      | 12,6 %                  | 13,6 %                      |
| 22                | 7 mai 2015        | 9,1 %                   | 10,4 %                      | 11,5 %                  | 11,9 %                      |
| 23                | 13 mai 2015       | 9,7 %                   | 11,1 %                      | 12,2 %                  | 13,4 %                      |
| 24                | 14 mai 2015       | 9,7 %                   | 11,6 %                      | 12,0 %                  | 12,9 %                      |
| Moyenne           | Moyenne           | 9,6 %                   | 11,5 %                      | 12,1 %                  | 12,8 %                      |

### Sources
- (en) Cet article est partiellement ou en totalité issu de l’article de Wikipédia en anglais intitulé « Unkind Ladies » (voir la liste des auteurs).